# Пейрельяде, Эдуардо
Эдуардо Пейрельяде Сальдивар (исп. Eduardo Peyrellade Zaldívar: 1846, Камагуэй — 1930, Гавана) — кубинский музыкальный педагог.
Сын Эмилио Пейрельяде Куверта (ум. 1878), журналиста и издателя французского происхождения, в разные годы возглавлявшего ряд периодических изданий на Кубе и на Гаити. Все четыре сына Эмилио Пейрельяде профессионально занимались музыкой, а дочь Эмелина публиковала стихи и статьи.
Получил диплом зубного врача (1869), одновременно учился игре на фортепиано под руководством Антонио Коскульюэлы. Отдав предпочтение музыкальной карьере, в 1869—1870 гг. брал дополнительные уроки в Нью-Йорке. Эпизодически выступал с концертами, сочинил ряд небольших фортепианных пьес, преимущественно дидактического характера, но в первую очередь посвятил себя педагогической карьере. Преподавал в гаванской Консерватории Пейрельяде, основанной в 1896 году его старшим братом Карлосом Альфредо, а после смерти брата в 1908 году возглавил это учебное заведение. Среди учеников Пейрельяде были Эрнесто Лекуона и Рита Монтанер.